# Terebra noumeaensis
Terebra noumeaensis é uma espécie de gastrópode do gênero Terebra, pertencente a família Terebridae.